# Clifford Geertz
Clifford James Geertz (1926–2006) là nhà nhân học người Mỹ, với các tác phẩm được coi như là kinh điển cho phương pháp dân tộc ký. Hai tập sách tiêu biểu là cuốn The Interpretation of Cultures: Selected Essays [Giải thích (học) về văn hóa – tuyển tập tiểu luận] (Basic Books, 1973) và Local Knowledge, Further Essays in Interpretive Anthropology (Basic Books, 1983). Địa bàn điền dã ban đầu của Geertz là Indonesia, nơi ông đã xây dựng nên khái niệm Negara giúp giải thích toàn bộ các hoạt động văn hóa và chính trị trong vùng Đông Nam Á. Ông là giáo sư emeritus của Viện nghiên cứu phát triển thuộc Đại học Princeton.
Clifford Geertz sinh ở San Francisco, tiểu bang California vào ngày 23 tháng 8 năm 1926. Sau khi tham gia Hải quân Mỹ trong cuộc Đại chiến thế giới lần Hai (1943-1945) ông lấy bằng cử nhân Triết học ở Anthioch College ở Yellow Spring, Ohio vào năm 1950, và sau đó là bằng tiến sĩ nhân học ở Đại học Harvard năm 1956. Ông tham gia giảng dạy ở nhiều trường khác nhau trước khi về đóng góp từ góc độ nhân học cho trường phái xã hội học đô thị ở Đại học Chicago (1960-1970) và giáo sư khoa học xã hội cho Viện nghiên cứu phát triển của Đại học Princeton (1970-2000), tiếp tục trong thời gian nghỉ hưu và qua đời ngày 30 tháng 10 năm 2006 vì biến chứng sau phẫu thuật tim. Ông được 15 trường đại học phong tặng Tiến sĩ danh dự, trong đó có Đại học Chicago và Đại học Cambridge.
Ông là người đã đóng góp rất lớn trong việc chuyển đổi tư duy trong các ngành xã hội và nhân văn, từ lối suy nghĩ tìm quy luật nhân quả sang tư duy xã hội học diễn giải (interpretive), đặt sự vật và hiện tượng trong hệ qui chiếu bản địa của ý thức địa phương. Nhìn xã hội qua văn hóa, và đặc biệt là những biểu tượng (symbol) phổ biến và đặc trưng trong nền văn hóa đó, Clifford cũng được coi là cha đẻ cho ngành nhân học biểu tượng và văn hóa học. Văn hóa được định nghĩa là "một hệ thống các khái niệm nối tiếp được biểu diễn thông qua các hình thức biểu tượng bằng các phương tiện mà người ta dùng để liên lạc, ghi nhớ và phát triển kiến thức về và thái độ đối với cuộc sống" (1973, tr.89). Trong sự nghiệp của mình, Geertz đã trải qua nhiều giai đoạn làm việc với nhiều hệ phái tư tưởng khác nhau, mỗi khi phát triển hết mức và phát hiện thấy giới hạn của một hệ thống tư duy thì ông lại chuyển sang một phương pháp mới. Nội dung các công trình của Geertz lan tỏa từ văn hóa sang tôn giáo - đặc biệt là Hồi Giáo, phát triển kinh tế xã hội, cơ cấu chính trị truyền thống, làng xã và mối quan tâm đặc biệt của ông trước khi chết là câu hỏi lớn về sự đa dạng của chủng tộc và bản chất khách quan của hệ thống trật tự xã hội.

## Các tác phẩm chính
The Religion of Java (1960), University Of Chicago Press 1976 paperback: ISBN 0-226-28510-3
Peddlers and Princes: Social Development and Economic Change in Two Indonesian Towns (1963), University Of Chicago Press 1968 paperback: ISBN 0-226-28514-6
Agricultural Involution: the process of ecological change in Indonesia (1964)
Islam Observed, Religious Development in Morocco and Indonesia (1968), University Of Chicago Press 1971 paperback: ISBN 0-226-28511-1
The Interpretation of Cultures (1973), Basic Books 2000 paperback: ISBN 0-465-09719-7
Kinship in Bali (1975) coauthor: Hildred Geertz, University Of Chicago Press 1978 paperback: ISBN 0-226-28516-2
Negara: The Theatre State in Nineteenth Century Bali (1980), Princeton University Press 2001 paperback: ISBN 0-691-00778-0
Local Knowledge: Further Essays in Interpretive Anthropology (1983), Basic Books 2000 paperback: ISBN 0-465-04162-0
"Anti-Anti-Relativism" (1984), American Anthropologist, vol. 86, no. 2, pp. 263–278. 
Works and Lives: The Anthropologist As Author (1988), Stanford University Press 1990 paperback: ISBN 0-8047-1747-8
After the Fact: Two Countries, Four Decades, One Anthropologist, Harvard University Press 1995 paperback: ISBN 0-674-00872-3
Available Light: Anthropological Reflections on Philosophical Topics, Princeton University Press 2000 paperback: ISBN 0-691-08956-6